# Alstroemeria nidularis
Alstroemeria nidularis es una especie de la familia de las alstroemeriáceas. La especie fue descrita por primera vez por Pierfelice Ravenna y publicada en la revista Phytologia en 1988. Alstroemeria nidularis pertenece al género Alstroemeria y a la familia Alstroemeriaceae.
Se distribuye principalmente en Chile, especialmente descrita en los alrededores de la ciudad de Maule. Es un geófito tuberoso y crece principalmente en el bioma subtropical.